# Яр «Ин-Дос»
Яр «Ин-Дос» (рум. Râpa „În Dos”) — пам'ятка природи геологічного або палеонтологічного типу в Калараському районі Молдови. Знаходиться за 1 км на південь від села Сіпотень. Має площу 2 га. Об’єкт перебуває у віданні сільськогосподарського підприємства «Сіпотень».

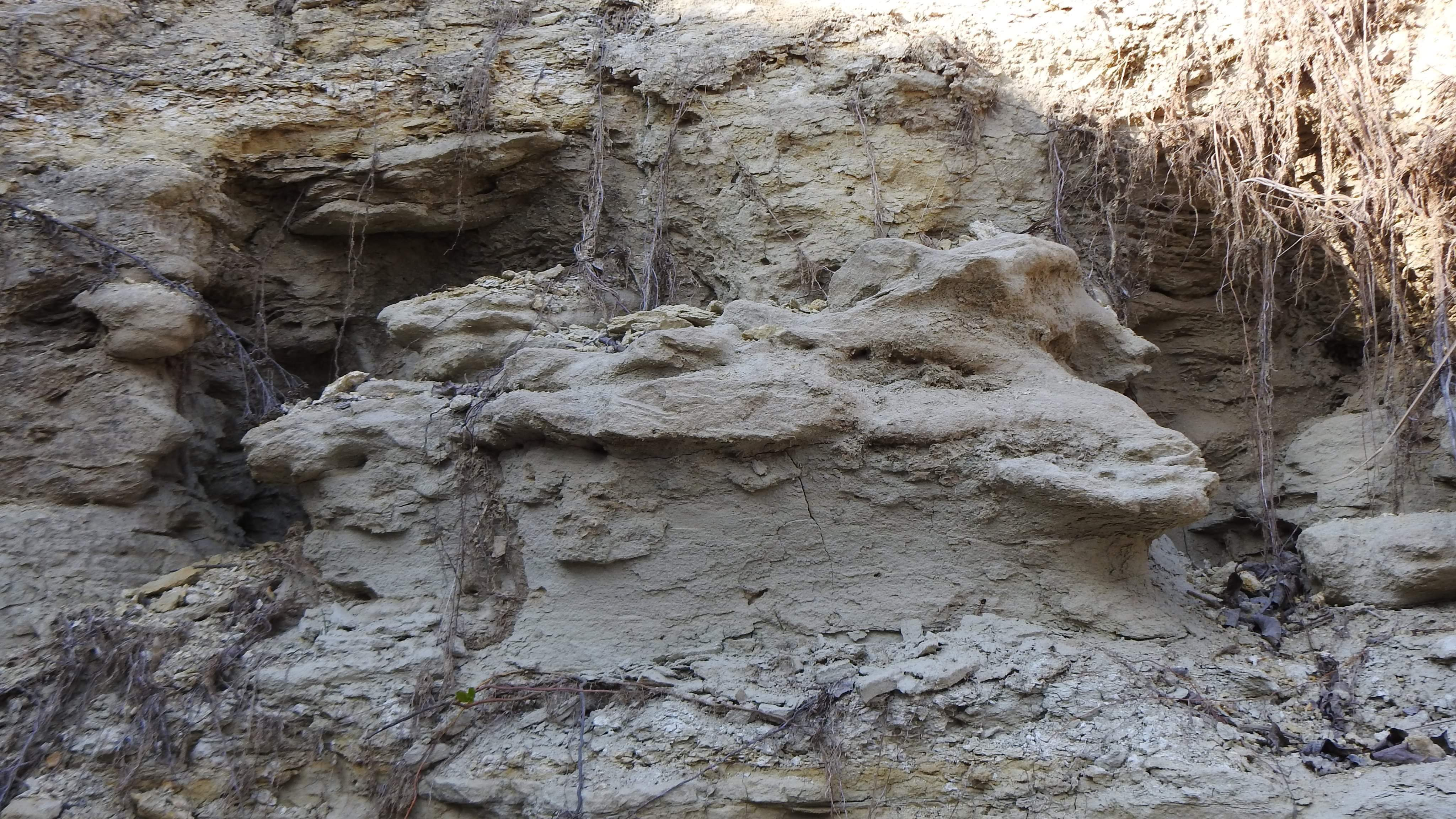
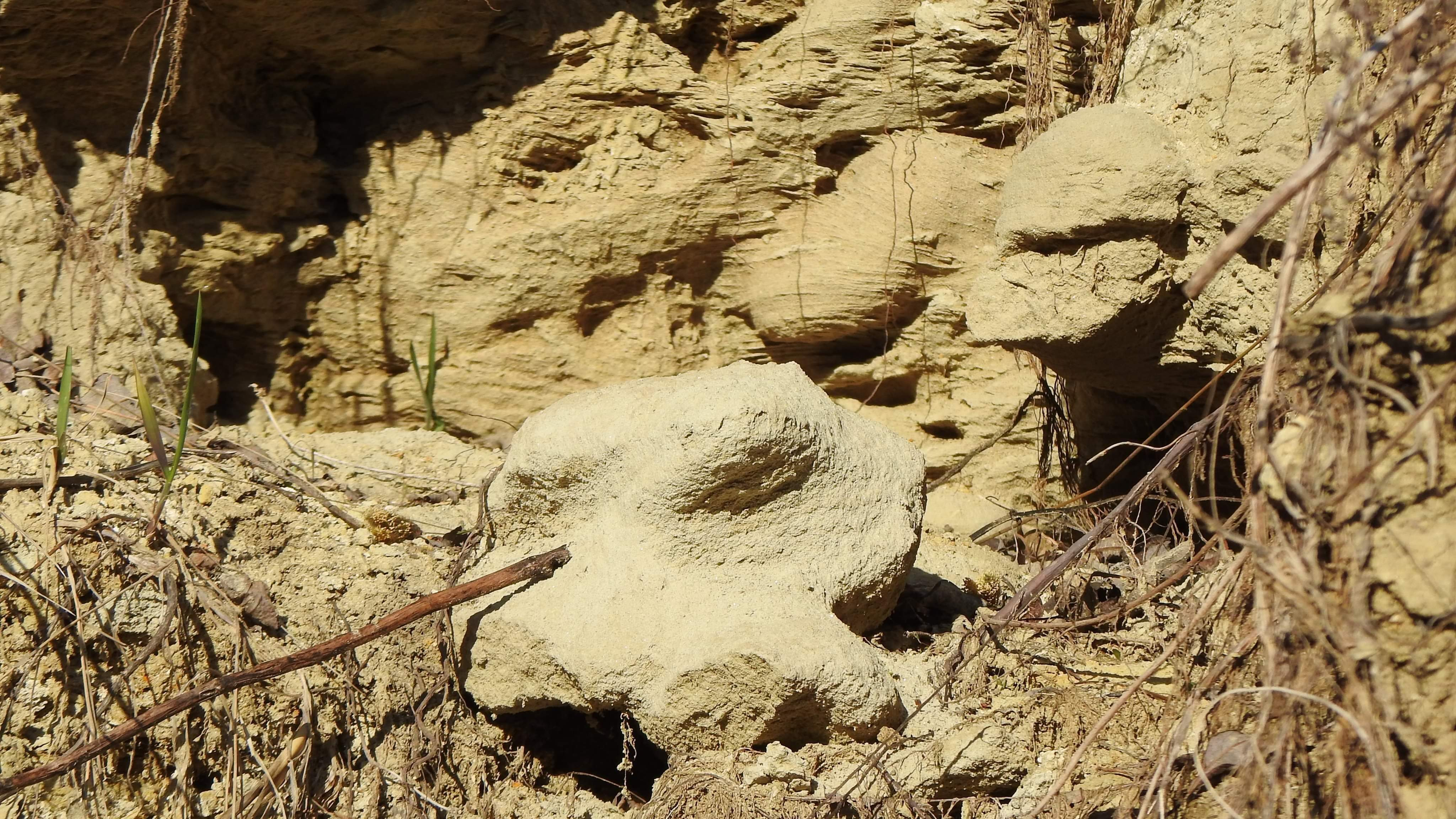